# Vụ tấn công sở cảnh sát Daraban
Ngày 12 tháng 12 năm 2023, nhóm nổi dậy Hồi giáo Tehreek-e-Jihad Pakistan đã tấn công một sở cảnh sát ở Daraban, huyện Dera Ismail Khan, Khyber Pakhtunkhwa, Pakistan, làm ít nhất 23 người thiệt mạng.

## Bối cảnh
Cuộc nổi dậy ở Tây Bắc Pakistan bắt đầu vào năm 2004. Cuộc nổi dậy này được lãnh đạo bởi lực lượng Taliban Pakistan kể từ khi lực lượng này được thành lập năm 2007. Cường độ của cuộc nổi dậy đạt đỉnh điểm vào cuối những năm 2000 và đầu những năm 2010, rồi giảm dần và được xem là một cuộc xung đột ít có tính chất nổi dậy vào năm 2017. Các cuộc nổi dậy tiếp tục leo thang vào đầu những năm của thập niên 2020. Đầu năm 2023, Tehreek-e-Jihad Pakistan được thành lập và gia nhập cuộc nổi dậy. Pakistan tuyên bố rằng lực lượng này thực chất chỉ là một tên gọi khác của Taliban Pakistan và một tỷ lệ lớn các cuộc tấn công khủng bố ở Pakistan là do người Afghanistan thực hiện. Chính phủ Pakistan cáo buộc đồng minh Afghanistan của Taliban Pakistan, lực lượng cầm quyền lãnh đạo Afghanistan, đã cho phép Taliban Pakistan sử dụng Afghanistan làm căn cứ để thực hiện các cuộc tấn công ở Pakistan. Để đối phó với số lượng lớn các cuộc tấn công của người Afghanistan - bao gồm cả vụ tấn công nhà thờ Hồi giáo Peshawar năm 2022, chính phủ Pakistan hiện đang trục xuất một số lượng lớn người nhập cư bất hợp pháp, phần lớn là người Afghanistan.

## Vụ tấn công
Ngày 12 tháng 12 năm 2023, phiến quân Tehreek-e-Jihad Pakistan đã thực hiện một cuộc tấn công vào một sở cảnh sát ở Daraban, huyện Dera Ismail Khan, Khyber Pakhtunkhwa, Pakistan. Vụ đâm xe, đánh bom tự sát và xả súng hàng loạt đã làm thiệt mạng ít nhất 23 người và làm bị thương 34 người khác. Lục quân Pakistan đã sử dụng sở cảnh sát như một căn cứ quân sự.

## Thủ phạm
Tehreek-e-Jihad Pakistan đã nhận trách nhiệm về vụ tấn công. Người phát ngôn Mohammed Qasim tuyên bố: "Những kẻ đánh bom tự sát của chúng tôi đã tấn công một khu quân sự lúc 2:30 sáng và bắt đầu giết từng binh sĩ một. Một trại quân sự được thành lập trong một trường học. Hơn 20 binh sĩ đã thiệt mạng trong vụ tấn công". Chính phủ Pakistan tuyên bố rằng Tehreek-e-Jihad là một phần của Tehreek-i-Taliban Pakistan, và "Tehreek-e-Jihad" chỉ đơn thuần là một tên gọi khác của Tehreek-i-Taliban Pakistan.

## Phản ứng
Inter-Services Public Relations, cánh truyền thông của Lực lượng Vũ trang Pakistan, đã tuyên bố rằng Quân đội Pakistan đã tiêu diệt 27 phần tử nổi loạn để đáp trả, và tuyên bố rằng tất cả 6 phần tử nổi loạn liên quan đến vụ tấn công đã bị tiêu diệt. Trong một tuyên bố, Thủ tướng Pakistan Anwaar ul Haq Kakar nói rằng, "Cả dân tộc bày tỏ lòng tôn kính đối với sự hy sinh của các liệt sĩ trong cuộc chiến chống khủng bố, những cuộc tấn công hèn nhát như vậy không thể làm mất tinh thần lực lượng của chúng tôi."

### Cáo buộc về sự tham gia của Afghanistan
Pakistan đã nhiều lần tuyên bố rằng các cuộc tấn công quân sự chống lại Pakistan đang được thực hiện bởi người Afghanistan. Afghanistan đã bác bỏ điều đó. Ngày 12 tháng 12, Bộ Ngoại giao Pakistan đã triệu tập một đại diện của chính phủ Afghanistan liên quan đến việc này. Pakistan yêu cầu chính phủ Afghanistan "điều tra đầy đủ và có hành động nghiêm khắc đối với thủ phạm" và "công khai lên án vụ khủng bố ở cấp cao nhất."